# Echo Park (Los Ángeles)
Echo Park es un barrio residencial de Los Ángeles, California, Estados Unidos. Ubicado en pleno centro de Los Ángeles, su principal atractivo turístico es el embalse ubicado en el centro del barrio, con vistas directas a los rascacielos de Los Ángeles.

## Historia
A finales del siglo XIX, la única forma de acceder a la zona era mediante un tranvía tirado por caballos que pasa por la actual Echo Park Avenue. A finales de 1880, Thomas Kelly fue el encargado de financiar la construcción de viviendas en la zona donde se erige Echo Park.
Echo Park, antes de la construcción del parque del que luego tomó el nombre, se llamaba originalmente Edendale. El nombre original sobrevive hoy en día sólo en las divisiones de la oficina de correos y la biblioteca pública de Los Ángeles llamado precisamente Edendale. Antes de que los estudios de cine se trasladaran a Hollywood, justo al comienzo de la Primera Guerra Mundial, la industria del cine tenía su sede en Echo Park. Los estudios de Mack Sennett estuvieron en éste distrito antes de la decadencia del cine mudo.
En el distrito se rodaron varias películas mudas y algunos cortos de personajes famosos tales como El Gordo y el Flaco, Charlie Chaplin, La Pandilla, Ben Turpin, Roscoe Arbuckle y los Tres Chiflados.

## Residentes notables
- Mac DeMarco, cantante y compositor.
- Sia Furler, cantante y compositora.
- Amber Benson, actriz y directora de cine.
- Jackson Browne, músico
- Leonardo DiCaprio, actor[3][4][5]
- Seth Green, actor.
- Glenn Frey, músico.
- Eric Garcetti, alcalde.
- John Huston, director de cine.
- Shia LaBeouf, actor[6][7]
- Art Pepper, músico de jazz[8]
- Jackson Pollock, artista[9]
- Elliott Smith, músico y cantante[10][11]
- Danny Trejo, actor[12][13]
- Frank Zappa, músico y compositor
- Valentina, Rupaul's Drag Race.
- Lil Peep, cantante y compositor.